# Periblepharis
Periblepharis là một chi thực vật có hoa trong họ Ochnaceae.

## Loài
Chi Periblepharis gồm các loài: